# Келушері
Келушері (рум. Călușeri) — село у повіті Муреш в Румунії. Входить до складу комуни Ерней.
Село розташоване на відстані 263 км на північний захід від Бухареста, 14 км на північний схід від Тиргу-Муреша, 88 км на схід від Клуж-Напоки, 125 км на північний захід від Брашова.

## Населення
За даними перепису населення 2002 року у селі проживали 625 осіб.
Національний склад населення села:
| Національність | Кількість осіб | Відсоток |
| -------------- | -------------- | -------- |
| угорці         | 554            | 88,6%    |
| цигани         | 62             | 9,9%     |
| румуни         | 9              | 1,4%     |

Рідною мовою назвали:
| Мова      | Кількість осіб | Відсоток |
| --------- | -------------- | -------- |
| угорська  | 554            | 88,6%    |
| циганська | 62             | 9,9%     |
| румунська | 9              | 1,4%     |